# Тёфу (аэропорт)
Аэропорт Тёфу  (яп. 調布飛行場 тё:фу-хико:дзё) — аэропорт, расположенный в 2 км от города Тёфу в префектуре Токио и управляемый Токийским столичным правительством. Расположен на аэродроме, который совместно используется также Воздушными силами самообороны Японии и Японским агентством аэрокосмических исследований (JAXA) (здесь размещена его штаб-квартира).

## История
В военное время аэродром использовался как военная база имперских ВВС для базирования истребителей ПВО Kawasaki Ki-61 Hien с целью противодействия налётам американских бомбардировщиков B-29 Superfortress. После войны там базировались самолёты P-38 6-й и 71-й разведывательных авиагрупп ВВС США. С сентября 1945 года совершались разведывательные полёты, призванные оценить повреждения, нанесённые окрестным районам. Эти разведывательные полёты закончились в январе 1946 года, после чего аэродром был возвращен Японии.

## Авиакомпании и пункты назначения
Главной коммерческой деятельностью на аэродроме являются перелёты на острова к югу от Токио.